# "Happy" in Galoshes
Happy" in Galoshes es el segundo álbum de estudio del cantante estadounidense Scott Weiland. Weiland, conocido por haber sido el vocalista de Stone Temple Pilots y Velvet Revolver, publicó su primer álbum como solista, 12 Bar Blues en 1998. Diez años después, "Happy" in Galoshes fue su continuación oficial. Fueron publicadas dos versiones, una en un solo disco y otra en disco dual con 10 canciones extra. El álbum fue publicado el 25 de noviembre de 2008 por la disquera de Weiland, Softdrive Records. Producido por Doug Grean y Scott Weiland, el álbum cuenta con invitados especiales como Paul Oakenfold, Adrian Young, Tony Kanal y Tom Dumont de No Doubt y Garry Gary Beers de INXS. Oakenfold aparece en la canción "Fame", cover de David Bowie. Weiland citó a Bowie como una de sus principales influencias.

## Lista de canciones
1. "Missing Cleveland" - 4:13
2. "Tangle with Your Mind" - 3:42
3. "Blind Confusion" - 4:22
4. "Paralysis" - 3:50
5. "She Sold Her System" - 4:31
6. "Fame" - 3:26
7. "Killing Me Sweetly" - 4:33
8. "Big Black Monster" - 3:23
9. "Crash" - 3:47
10. "Beautiful Day" - 5:09
11. "Pictures & Computers (I'm Not Superman)" - 6:49
12. "Arch Angel" - 4:38
13. "Be Not Afraid" - 6:20

## Créditos
- Scott Weiland – voz, teclados
- Doug Grean – guitarra, bajo
- Adrian Young – batería
- Michael Weiland – batería
- Matt O'Connor – batería
- Joseph Peck - batería, percusión